# Friedrich Wilhelm Zachow
Friedrich Wilhelm Zachow ou Zachau (Leipzig, 14 de novembro de 1663 – Halle an der Saale, 7 de agosto de 1712) foi um compositor, organista e professor da Alemanha. Deixou algumas cantatas, uma missa, música de câmara e música para órgão, mas é mais lembrado por ter sido o único professor de Händel.